# Островий Василь Матвійович
Василь Матвійович Островий (народився 23 березня 1930 на хуторі імені Шевченка, нині село Шевченкове Згурівського району на Київщині) — український фотохудожник, член Національної Спілки фотохудожників України, державний стипендіат в галузі фотомистецтва. Автор десяти персональних фотовиставок.
Після вступу до Народного фотоклубу «Київ» у 1978 захоплення поступово перетворилося на професійну творчу діяльність. 26 років очолював фотоклуб «Київ».
До З 1946 по 1991 працював інженером-будівельником на будовах Києва.
З 1991 — старший методист із фотомистецтва Українського центру культурних досліджень. За сумісництвом працював фотокореспондентом кількох редакцій.
З 1996 по 1999 роки — секретар правління Національної Спілки фотохудожників України з творчих питань.
У 2006 році Видавництво «Фенікс» видало фотоальбом Василя Острового «Краю мій, моя ти Батьківщино».
Частину фоторобіт майстра придбав Український музей гетьманства.
Учасник багатьох всеукраїнських і закордонних виставок. Понад 60 фотокартин його відзначені
почесними грамотами, дипломами, медалями та призами.
Батько Світлани Острової — композитора і органістки.
Помер 23 серпня 2013 року.